# Carbapenem

Algemene structuur van een carbapenem

De carbapenems vormen een groep antibiotica behorend tot de β-lactamantibiotica. Het zijn bactericide middelen, dat wil zeggen dat ze bacteriën doden,  waarvoor bacteriën vaak nog gevoelig zijn. 
Het werkingsmechanisme berust op een verstoring van de synthese (vorming) van de celwand van de bacterie. 
De carbapenems hebben een breder spectrum (werkingsgebied) dan de andere β-lactamantibiotica zoals de penicillines en cefalosporines doordat ze ongevoelig zijn voor de door sommige bacteriën geproduceerde β-lactamases. Resistentie tegen carbapenems berust meestal op vorming van bacterieel carbapenemase (carbapenemasevormers).
De bacteriën die gevoelig zijn voor carbapenems zijn de meeste gram-positieve en gram-negatieve en anaerobe bacteriën. 
Meticillineresistente stafylokokken (MRSA), enterokokken, Pseudomonas aeruginosa en intracellulaire bacteriën zoals Chlamydia, Mycoplasma, Rickettsia en Legionella zijn resistent. 
Door hun brede werkingsspectrum met het risico op het ontstaan van resistentie worden carbapenems zeer terughoudend gebruikt. Ze worden bijvoorbeeld ingezet bij ESBL-vormende bacteriën als andere middelen zoals vancomycine gefaald hebben. 
De carbapenems die in Nederland zijn geregistreerd zijn meropenem, ertapenem, doripenem en imipenem/cilastatine. Ze kunnen alleen intraveneus (door een infuus in een bloedvat) worden gegeven.